# Câu lạc bộ bóng đá Huế
Câu lạc bộ bóng đá Huế là một câu lạc bộ bóng đá Việt Nam có trụ sở tại Huế, hiện đang tham dự Giải bóng đá hạng nhất quốc gia.

## Lịch sử
Cổ động viên lão thành ở Huế không ai nhớ được chính xác đội bóng đá đầu tiên ở Huế thành lập từ năm nào. Theo một số cứ liệu còn lưu lại, vào những năm 1920, các trận đấu bóng đá đã được tổ chức tại Huế. Nơi thường diễn ra các trận đấu bóng giữa những đội bóng của binh lính Pháp, các đội bóng của người Việt ở Huế là sân "Sép" nằm ngay bên bờ Bắc sông Hương, bên cạnh chợ Đông Ba.
Tại các giải bóng đá Đông Dương, bóng đá Trung Kì với nòng cốt là các cầu thủ Huế từng có tới 3 lần vào các năm 1941, 1943, 1944 đoạt ngôi vị á quân. Những người hâm mộ bóng đá lâu năm ở Huế vẫn thường hay nhắc đến những tên tuổi cầu thủ nổi tiếng của bóng đá Huế thời trước Cách mạng như: Bửu Phấn, Bửu Bàng, Tư Ếch, Minh, Hưởng, Tiền, Tốt…và hai danh thủ Nguyễn Hữu Tường - Nguyễn Hữu Hồ được thi đấu cho đội tuyển Đông Dương.
Sau năm 1975, đội tuyển Bình Trị Thiên, tiền thân của đội Thừa Thiên Huế hiện nay được thành lập và tham dự giải bóng đá Trường Sơn (1976). Do khó khăn về kinh tế, cộng thêm sự thiếu hụt về lực lượng, đội bóng phải xuống thi đấu ở hạng B (tương đương hạng nhì hiện nay). Mãi đến năm 1993, sau nhiều lần sáp nhập, củng cố, các cầu thủ Thừa Thiên Huế mới được thăng hạng giải các đội mạnh Quốc gia.
Mùa bóng năm 1995 là mùa bóng đáng nhớ nhất trong lịch sử bóng đá đất Cố đô. Đội Thừa Thiên Huế với những tuyển thủ như Công Quốc, Đình Tuấn, Sỹ Hùng cùng hàng loạt cầu thủ trụ cột khác như Quý Tâm Anh, Quốc Dân, Quang Sang, Đức Dũng... do HLV Ninh Văn Bảo dẫn dắt đã bất ngờ lọt vào vòng chung kết và làm nên lịch sử với chức á quân, sau khi vượt qua các đội bóng tên tuổi như Lâm Đồng, An Giang, Cảng Sài Gòn và chỉ chịu dừng bước trước Công an thành phố Hồ Chí Minh. Thế nhưng ngay mùa bóng năm sau, các cầu thủ Thừa Thiên Huế đã phải xuống hạng.
Đến mùa giải 1998, đội bóng Thừa Thiên Huế dưới sự dẫn dắt của HLV Nguyễn Đình Thọ đã giành quyền thi đấu trở lại tại giải hạng Nhất sau 2 trận play-off với Hải Quan. Mùa bóng năm 2002, Huda Huế của HLV Đoàn Phùng rớt hạng V-League sau khi thua trận play-off trước Hà Nội ACB trên sân Vinh. Sau 4 năm thi đấu ở hạng Nhất, mùa giải 2007, Huda Huế đã đã trở lại đấu trường V-League sau khi thắng nghẹt thở Hải Phòng ở loạt thi đấu luân lưu trong trận trận tranh suất đá Play-off. Điều đáng nói, đội bóng Huda Huế thăng hạng năm đó chủ yếu với dàn cầu thủ U20 trưởng thành sau Hội khỏe Phù Đổng toàn quốc tại Huế năm 2004. Chỉ một năm sau, do không được đầu tư tương xứng, Huda Huế lại trở về chơi ở hạng Nhất cho đến mùa giải 2011, khi đội tiếp tục phải xuống hạng Hai.
Sau khi bị xuống hạng Hai, CLB cũng gặp rất nhiều khó khăn về tài chính khi nhà tài trợ Bia Huda chính thức rút lui. Trong hoàn cảnh đó, ban lãnh đạo đội bóng đã có quyết định thay mới hoàn toàn đội bóng với quyết tâm lên hạng Nhất. Trước tiên là lấy cái tên đội bóng là Câu lạc bộ bóng đá Huế, không gắn tên của nhà tài trợ. Sau đó, họ thay mới đội hình với đưa lên đội 1 những cầu thủ đã giành Huy chương vàng Hội khỏe Phù Đổng 2004 và Vô địch Giải bóng đá U-13 Quốc gia 2006 của Huế như: Minh Hoàng, Công Nhật, Ngọc Mười, Đức Phát, Võ Lỹ,... cộng thêm những cầu thủ trụ cột gồm Tuấn Tú, Trọng Trung, Khoa Nhật, Hữu Quang, Hữu Vân... Và sự thay đổi đó đã đem lại kết quả tốt đẹp: mùa giải 2013, Huế vô địch hạng Nhì và đã trở lại hạng Nhất.
Kết thúc mùa giải hạng Nhất Quốc gia 2014, đoàn quân trẻ của HLV Nguyễn Đức Dũng đã đứng thứ 5/8 đội tham dự. Trong năm 2014, đội cũng đã đại diện cho bóng đá Việt Nam tham dự giải bóng đá Các nước tiểu vùng sông Mê Kông 2014 tại Thái Lan và đã xuất sắc giành chức vô địch. Tháng 12, toàn đội đã giành tấm huy chương bạc môn bóng đá Nam Đại hội Thể dục Thể thao toàn quốc 2014 sau khi thất bại 4-0 trước SLNA tại trận chung kết.
Mùa giải 2019, với sự góp mặt của các cầu thủ trẻ Trần Danh Trung, Nguyễn Hữu Thắng,... CLB Bóng đá Huế đứng thứ 5 với 9 trận thắng, hòa 2 và 11 trận thua.
So với những đội bóng khác ở miền Trung, bóng đá Huế không chỉ có bề dày thành tích gần một thế kỉ mà còn có một môi trường khá thuận lợi. Dù thi đấu ở trong Nam hay ngoài Bắc, các cổ động viên luôn có mặt, sát cánh cùng với đội bóng, tạo nên động lực tinh thần to lớn cho các cầu thủ.

## Ban lãnh đạo và huấn luyện
| Chức vụ                 | Tên             |
| ----------------------- | --------------- |
| Trưởng đoàn             | Trần Quang Sang |
| Cán bộ truyền thông     | Nguyễn Kinh     |
| Chủ tịch hội CĐV        | Bùi Xuân Hòa    |
| Huấn luyện viên trưởng  | Nguyễn Đức Dũng |
| Trợ lý huấn luyện viên  | Phan Văn Trí    |
| Trợ lý huấn luyện viên  | Phan Văn Hòa    |
| Trợ lý huấn luyện viên  | Nguyễn Quốc Huy |
| Huấn luyện viên thủ môn | Mai Đức Hạnh    |
| Nhân viên trị liệu      | Nguyễn Văn Hiếu |

## Đội hình hiện tại
Tính đến đầu mùa giải V.League 2 - 2022.
Ghi chú: Quốc kỳ chỉ đội tuyển quốc gia được xác định rõ trong điều lệ tư cách FIFA. Các cầu thủ có thể giữ hơn một quốc tịch ngoài FIFA.
| Số | VT | Quốc gia | Cầu thủ              |
| -- | -- | -------- | -------------------- |
| 1  | TM | Việt Nam | Nguyễn Văn Minh Hiếu |
| 2  | HV | Việt Nam | Huỳnh Hiếu           |
| 3  | HV | Việt Nam | Lê Phước Nhật Quang  |
| 4  | HV | Việt Nam | Nguyễn Hồng Phong    |
| 5  | HV | Việt Nam | Bùi Duy Bảo          |
| 7  | TV | Việt Nam | Lê Ngọc Thiên Ân     |
| 8  | TV | Việt Nam | Huỳnh Thế Hiếu       |
| 9  | TĐ | Việt Nam | Trần Thành           |
| 10 | TV | Việt Nam | Nguyễn Văn Chiến     |
| 11 | TĐ | Việt Nam | Hồ Thanh Minh        |
| 12 | TV | Việt Nam | Nguyễn Văn Sang      |
| 14 | TV | Việt Nam | Bùi Tiến Sinh        |
| 16 | TĐ | Việt Nam | Nguyễn Hữu Tiệp      |
| 17 | HV | Việt Nam | Ngô Hoàng Quân       |
| 18 | TV | Việt Nam | Bùi Xuân Lộc         |

| Số | VT | Quốc gia | Cầu thủ                      |
| -- | -- | -------- | ---------------------------- |
| 19 | HV | Việt Nam | Nguyễn An                    |
| 20 | TV | Việt Nam | Lê Quốc Nhật Nam             |
| 21 | HV | Việt Nam | Vũ Văn Quyết                 |
| 24 | HV | Việt Nam | Lê Võ Đình Hoàng Văn         |
| 25 | TĐ | Việt Nam | Trần Văn Bun                 |
| 26 | TM | Việt Nam | Lê Văn Tấn                   |
| 27 | TV | Việt Nam | Trần Phạm Bảo Tuấn           |
| 28 | TM | Việt Nam | Võ Đức Bảo                   |
| 29 | TM | Việt Nam | Nguyễn Tiến Tạo (đội trưởng) |
| 32 | HV | Việt Nam | Lê Viết Hiếu                 |
| 37 | HV | Việt Nam | Nguyễn Đức Tiến              |
| 51 | HV | Việt Nam | Lê Quang Phong               |
| 88 | TV | Việt Nam | Âu Dương Quân                |
| 93 | HV | Việt Nam | Trần Đức Phát                |

 .

## Sân vận động
Sân nhà của Câu lạc bộ bóng đá Huế là sân vận động Tự Do. Là một sân vận động nằm ở phường Thuận Hóa, thành phố Huế, Việt Nam với sức chứa khoảng 25.000 chỗ ngồi. Sân Tự Do được người Pháp xây dựng khoảng những năm đầu thập niên 1930 và đặt tên là Stade Olympique de Hué. Sau đó, Triều đình Nhà Nguyễn đổi tên sân thành sân vận động Bảo Long (Bảo Long là hoàng thái tử của Vua Bảo Đại và Hoàng hậu Nam Phương).

## Danh hiệu
- Giải vô địch bóng đá Việt Nam:

 Á quân (1): 1995
- Giải bóng đá Cúp quốc gia.

 Á quân (1): 2002
- Giải hạng Nhất bóng đá Việt Nam:

 Á quân (2): 2015, 2017
 Hạng ba (2): 2004, 2006
- Giải hạng Nhì bóng đá Việt Nam:

 Vô địch (1): 2013
 Hạng ba (1): 2012
- Giải thể thao hữu nghị các nước tiểu vùng sông Mê Kông:

 Huy chương vàng (1): 2014
- Đại hội Thể thao Toàn quốc:

 Huy chương bạc (1): 2014

## Nhà tài trợ
| Giai đoạn | Nhà tài trợ trang phục | Nhà tài trợ ngực áo                                                                                  | Nhà tài trợ sau lưng            |
| --------- | ---------------------- | --- | ------------------------------- |
| 2000/01   | Adidas (T-1)           | Highlands Coffee (toàn giải V-League) Pepsi (toàn giải Cúp Quốc gia) Tiger Beer (toàn giải quốc nội) | SyncMaster (toàn giải quốc nội) |
| 2001/02   | Adidas (T-1)           | Strata (toàn giải V-League) Samsung (toàn giải Cúp Quốc gia) Tiger Beer (toàn giải quốc nội)         | SyncMaster (toàn giải quốc nội) |
| 2019–2022 | Adidas (K)             | Bamboo Airways (Cúp Quốc gia 2020)                                                                   |                                 |
| 2023-2024 | VNASPORTS (T)          | |                                 |
| 2024-     | CR SPORT (T)           | |                                 |

Chú thích: (K): Không rõ thông tin về tài trợ/Đội bóng tự mua trang phục để sử dụng; (T): Được tài trợ; (T-1): Trong giai đoạn 2000–2002, toàn bộ hệ thống giải đấu quốc nội (bao gồm Giải Vô địch Quốc gia Chuyên nghiệp và Cúp Quốc gia) đều được thương hiệu Adidas tài trợ trang phục.

## Thành tích tại các mùa giải
| Chú giải màu sắc | Chú giải màu sắc |
| ---------------- | ---------------- |
| Vô địch          |                  |
| Á quân           |                  |
| Hạng ba          |                  |
| Hạng tư          |                  |
| Thăng hạng       |                  |
| Tranh trụ hạng   | Thắng play-off   |
| Tranh trụ hạng   | Thua play-off    |
| Xuống hạng       |                  |

| Thành tích của Huế FC từ 1995 đến nay | Thành tích của Huế FC từ 1995 đến nay | Thành tích của Huế FC từ 1995 đến nay | Thành tích của Huế FC từ 1995 đến nay | Thành tích của Huế FC từ 1995 đến nay | Thành tích của Huế FC từ 1995 đến nay | Thành tích của Huế FC từ 1995 đến nay | Thành tích của Huế FC từ 1995 đến nay | Thành tích của Huế FC từ 1995 đến nay | Thành tích của Huế FC từ 1995 đến nay | Thành tích của Huế FC từ 1995 đến nay | Thành tích của Huế FC từ 1995 đến nay | Thành tích của Huế FC từ 1995 đến nay |
| Năm                                   | Hạng đấu                              | Hạng đấu                              | Hạng đấu                              | Hạng đấu                              | Thành tích                            | St                                    | T                                     | H                                     | B                                     | Bt                                    | Bb                                    | Điểm                                  |
| Năm                                   | I                                     | II                                    | III                                   | IV                                    | Thành tích                            | St                                    | T                                     | H                                     | B                                     | Bt                                    | Bb                                    | Điểm                                  |
| ------------------------------------- | ------------------------------------- | ------------------------------------- | ------------------------------------- | ------------------------------------- | ------------------------------------- | ------------------------------------- | ------------------------------------- | ------------------------------------- | ------------------------------------- | ------------------------------------- | ------------------------------------- | ------------------------------------- |
| 1995                                  |                                       |                                       |                                       |                                       | Á quân                                | 18                                    | 10                                    | –                                     | 8                                     | 19                                    | 20                                    | 20                                    |
| 1996                                  |                                       |                                       |                                       |                                       | Thứ 11                                | 22                                    | 3                                     | 9                                     | 10                                    | 20                                    | 33                                    | 18                                    |
| 1997                                  |                                       |                                       |                                       |                                       | Không rõ                              | Không rõ thành tích cụ thể            | Không rõ thành tích cụ thể            | Không rõ thành tích cụ thể            | Không rõ thành tích cụ thể            | Không rõ thành tích cụ thể            | Không rõ thành tích cụ thể            | Không rõ thành tích cụ thể            |
| 1998                                  |                                       |                                       |                                       |                                       | Đồng thứ 3                            | 5                                     | 3                                     | 1                                     | 1                                     | 6                                     | 4                                     | 10                                    |
| 1999                                  |                                       |                                       |                                       |                                       | Thứ 4 bảng B                          | 6                                     | 2                                     | 2                                     | 2                                     | 7                                     | 7                                     | 8                                     |
| 1999–00                               |                                       |                                       |                                       |                                       | Thứ 7                                 | 24                                    | 9                                     | 5                                     | 10                                    | 30                                    | 29                                    | 32                                    |
| 2000–01                               |                                       |                                       |                                       |                                       | Thứ 8                                 | 18                                    | 6                                     | 5                                     | 7                                     | 16                                    | 21                                    | 23                                    |
| 2001–02                               |                                       |                                       |                                       |                                       | Thứ 9                                 | 18                                    | 6                                     | 3                                     | 9                                     | 17                                    | 24                                    | 21                                    |
| 2003                                  |                                       |                                       |                                       |                                       | Thứ 4                                 | 22                                    | 9                                     | 7                                     | 6                                     | 24                                    | 16                                    | 34                                    |
| 2004                                  |                                       |                                       |                                       |                                       | Thứ 3                                 | 22                                    | 13                                    | 6                                     | 3                                     | 33                                    | 14                                    | 45                                    |
| 2005                                  |                                       |                                       |                                       |                                       | Thứ 5                                 | 22                                    | 8                                     | 8                                     | 6                                     | 28                                    | 27                                    | 32                                    |
| 2006                                  |                                       |                                       |                                       |                                       | Thứ 3                                 | 26                                    | 9                                     | 12                                    | 5                                     | 34                                    | 28                                    | 39                                    |
| 2007                                  |                                       |                                       |                                       |                                       | Thứ 13                                | 26                                    | 4                                     | 8                                     | 14                                    | 25                                    | 44                                    | 20                                    |
| 2008                                  |                                       |                                       |                                       |                                       | Thứ 6                                 | 26                                    | 10                                    | 7                                     | 9                                     | 40                                    | 35                                    | 37                                    |
| 2009                                  |                                       |                                       |                                       |                                       | Thứ 5                                 | 24                                    | 9                                     | 7                                     | 8                                     | 21                                    | 16                                    | 34                                    |
| 2010                                  |                                       |                                       |                                       |                                       | Thứ 11                                | 24                                    | 7                                     | 6                                     | 11                                    | 27                                    | 38                                    | 27                                    |
| 2011                                  |                                       |                                       |                                       |                                       | Thứ 14                                | 26                                    | 4                                     | 8                                     | 14                                    | 31                                    | 51                                    | 20                                    |
| 2012                                  |                                       |                                       |                                       |                                       | Đồng thứ 3                            | 9                                     | 5                                     | 2                                     | 2                                     | 12                                    | 7                                     | 17                                    |
| 2013                                  |                                       |                                       |                                       |                                       | Vô địch                               | 9                                     | 7                                     | 1                                     | 1                                     | 17                                    | 4                                     | 22                                    |
| 2014                                  |                                       |                                       |                                       |                                       | Thứ 5                                 | 14                                    | 5                                     | 4                                     | 5                                     | 16                                    | 16                                    | 19                                    |
| 2015                                  |                                       |                                       |                                       |                                       | Thứ 2                                 | 14                                    | 7                                     | 3                                     | 4                                     | 16                                    | 10                                    | 24                                    |
| 2016                                  |                                       |                                       |                                       |                                       | Thứ 7                                 | 18                                    | 6                                     | 4                                     | 8                                     | 29                                    | 26                                    | 22                                    |
| 2017                                  |                                       |                                       |                                       |                                       | Thứ 2                                 | 12                                    | 5                                     | 5                                     | 2                                     | 21                                    | 10                                    | 20                                    |
| 2018                                  |                                       |                                       |                                       |                                       | Thứ 7                                 | 18                                    | 5                                     | 5                                     | 8                                     | 26                                    | 31                                    | 20                                    |
| 2019                                  |                                       |                                       |                                       |                                       | Thứ 6                                 | 22                                    | 9                                     | 2                                     | 11                                    | 33                                    | 36                                    | 29                                    |
| 2020                                  |                                       |                                       |                                       |                                       | Thứ 9                                 | 16                                    | 4                                     | 6                                     | 6                                     | 14                                    | 19                                    | 18                                    |
| 2021                                  |                                       |                                       |                                       |                                       | Mùa giải bị hủy vì COVID-19           | Mùa giải bị hủy vì COVID-19           | Mùa giải bị hủy vì COVID-19           | Mùa giải bị hủy vì COVID-19           | Mùa giải bị hủy vì COVID-19           | Mùa giải bị hủy vì COVID-19           | Mùa giải bị hủy vì COVID-19           | Mùa giải bị hủy vì COVID-19           |
| 2022                                  |                                       |                                       |                                       |                                       | Thứ 7                                 | 22                                    | 6                                     | 7                                     | 9                                     | 20                                    | 31                                    | 25                                    |
| 2023                                  |                                       |                                       |                                       |                                       | Thứ 6                                 | 18                                    | 5                                     | 6                                     | 7                                     | 19                                    | 19                                    | 21                                    |
| 2023–24                               |                                       |                                       |                                       |                                       | Thứ 4                                 | 20                                    | 8                                     | 6                                     | 6                                     | 26                                    | 22                                    | 30                                    |
| 2024–25                               |                                       |                                       |                                       |                                       | Thứ 11                                | 20                                    | 4                                     | 4                                     | 12                                    | 16                                    | 30                                    | 16                                    |

## Các cầu thủ nổi tiếng và các huấn luyện viên trong lịch sử

### Cầu thủ nổi tiếng
- Nguyễn Viết Rớt (Thủ môn)
- Nguyễn Đình Thọ
- Lê Đức Anh Tuấn (Hậu vệ)
- Trần Quang Sang (Tiền đạo)
- Lê Văn Trương (Hậu vệ)
- Hứa Hiền Vinh (Hậu vệ)
- Dương Công Quốc
- Võ Lý (Tiền Vệ)
- Trần Đình Minh Hoàng (Thủ môn)
- Trần Thành (Tiền đạo)
- Trần Danh Trung (Tiền đạo)
- Nguyễn Thanh Bình (Hậu vệ)
- Nguyễn Hữu Thắng (Tiền vệ)

### Cầu thủ ngoại
- Douglas Santos
- Babou Noibi
- Serge Okala
- Hwang Jeing Man
- Hwang Jung Min
- Ayuk Emmanuel
- Sul Ik Chan
- Edward Kalungi
- Cha Myung Phi
- Ebenezer Ogboso
- Gerald Kays
- Francisco Kubio
- Vieira  Rodrigues
- Arthur Bemrder
- Julio
- Afredo Acosta Ynchausti
- Diego Moreno Oscar
- Jose Ramalho Menezes
- Ulrich Munze
- Marcelo Barbieri
- Flavio Luiz Neto Da Silva Cruz
- Christian Nwaokorie
- Lukungu Waiwa Roy
- Alfa Potowabawi
- Oyebola Abiodun Folorunso
- Andrew Opara
- Uzoehere Basden Wilcox
- Njoh Mpondo Alain
- Olivera Da Costa Edezio
- Okechukwu Onyema
- Miguel Angel Basualdo
- Geoffrey Kizito
- Adelaja A. Adewale
- Gajic Goran
- Alejandro O.Insaurralde
- Alexis Blanco
- Alex Karmo

Các huấn luyện viên trong lịch sử
| Giai đoạn | Tên              | Ghi chú                   |
| --------- | ---------------- | ------------------------- |
| 1993-1995 | Nguyễn Hồng Vinh |                           |
| 1995-1996 | Ninh Văn Bảo     |                           |
| 1998-2001 | Nguyễn Đình Thọ  |                           |
| 2001-2003 | Đoàn Phùng       |                           |
| 2003-2004 | Nguyễn Đình Thọ  |                           |
| 2004-2005 | Nguyễn Kim Hằng  |                           |
| 2006-2007 | Đoàn Phùng       |                           |
| 2008      | Trần Quang Sang  |                           |
| 2008-2010 | Đoàn Phùng       |                           |
| 2011-2018 | Nguyễn Đức Dũng  |                           |
| 2019      | Phan Văn Trí     | Huấn luyện viên tạm quyền |
| 2019-     | Nguyễn Đức Dũng  |                           |